# 3771 Алєксєйтолстой
3771 Алєксєйтолстой (1974 SB3, 1954 QF, 1984 SG5, 3771 Alexejtolstoj) — астероїд головного поясу, відкритий 20 вересня 1974 року.
Тіссеранів параметр щодо Юпітера — 3,624.